# Entropia
Entropia (s lub S) – termodynamiczna funkcja stanu, określająca kierunek przebiegu procesów spontanicznych (samorzutnych) w odosobnionym układzie termodynamicznym. Entropia jest miarą stopnia nieuporządkowania układu i rozproszenia energii. Jest wielkością ekstensywną. Zgodnie z drugą zasadą termodynamiki, jeżeli układ termodynamiczny przechodzi od jednego stanu równowagi do innego, bez udziału czynników zewnętrznych (a więc spontanicznie), to jego entropia zawsze rośnie. Pojęcie entropii wprowadził niemiecki uczony Rudolf Clausius.

## W termodynamice klasycznej
W ramach II zasady termodynamiki zmiana entropii (w procesach kwazistatycznych) jest zdefiniowana przez swoją różniczkę zupełną jako:
{\displaystyle dS={\frac {1}{T}}\delta Q,}
gdzie:
{\displaystyle T} – temperatura bezwzględna,
{\displaystyle \delta Q} – ciepło elementarne, czyli niewielka ilość ciepła dostarczona do układu (wyrażenie Pfaffa).
Entropię pewnego stanu termodynamicznego {\displaystyle P} można wyznaczyć ze wzoru:
{\displaystyle S(P)=\int \limits _{0}^{T_{P}}{\frac {C(T)dT}{T}},}
gdzie:
{\displaystyle C} – pojemność cieplna,
{\displaystyle T_{P}} – temperatura w stanie {\displaystyle P.}
Podstawowe równanie termodynamiki fenomenologicznej, w którym występuje entropia, ma postać
{\displaystyle dU=TdS-pdV+\sum _{i=1}^{k}\mu _{i}dN_{i}}
gdzie:
{\displaystyle U} – energia wewnętrzna,
{\displaystyle k} – liczba różnych składników,
{\displaystyle T} – temperatura {\displaystyle {\frac {1}{T}}=\left({\frac {\partial S}{\partial U}}\right)_{V,N_{1},\dots ,N_{n}},}
{\displaystyle p} – ciśnienie {\displaystyle {\frac {p}{T}}=\left({\frac {\partial S}{\partial V}}\right)_{U,N_{1},\dots ,N_{n}},}
{\displaystyle \mu _{i}} – potencjał chemiczny i-tego składnika {\displaystyle {\frac {\mu _{i}}{T}}=-\left({\frac {\partial S}{\partial N_{i}}}\right)_{p,V,N_{j\neq i}}.}

## W termodynamice statystycznej
Całkowita entropia układu makroskopowego jest równa:
- entropii Boltzmanna–Plancka[6]:

{\displaystyle S=k\ln(W)}
równoważnie:
- entropii Gibbsa[7]:

{\displaystyle S=-k\sum _{i}p_{i}\ln(p_{i}),}
gdzie:
{\displaystyle k} – stała Boltzmanna,
{\displaystyle W} – liczba sposobów, na jakie makroskopowy stan termodynamiczny układu (makrostan) może być zrealizowany poprzez stany mikroskopowe (mikrostany),
{\displaystyle p_{i}} – prawdopodobieństwo i-tego mikrostanu.
Zatem
{\displaystyle \log _{2}(W)={\frac {\ln(W)}{\ln(2)}}}
jest liczbą bitów potrzebnych do pełnego określenia, którą realizację przyjął dany układ.
Praktyczne obliczenie W jest w większości przypadków technicznie niemożliwe, można jednak oszacowywać całkowitą entropię układów poprzez wyznaczenie ich całkowitej pojemności cieplnej poczynając od temperatury 0 K do aktualnej temperatury układu i podzielenie jej przez temperaturę układu.
Ciało pozbawione niedoskonałości, zwane kryształem doskonałym, ma w temperaturze 0 bezwzględnego (0 K) entropię równą 0, gdyż jego stan może być zrealizowany tylko na jeden sposób (każda cząsteczka wykonuje drgania zerowe i zajmuje miejsce o najmniejszej energii). Jest to jedno ze sformułowań trzeciej zasady termodynamiki. Oznacza to, że każde rzeczywiste ciało ma w temperaturze większej od zera bezwzględnego entropię większą od zera.

## Aspekt fizyczny
Carnot zaproponował, że ciepło musi być zawsze tracone, aby silnik cieplny mógł wykonywać swoją pracę, ale nie określił ilościowo straty ciepła. 
Rudolf Clausius w swoim artykule „On the Moving Force of Heat, and the Laws regarding the Nature of Heat itself which are deducible therefrom” z 1851 roku 
potwierdził dwie teorie:
- energia wewnętrzna jest zachowana (pierwsza zasada termodynamiki), określona jako {\displaystyle \Delta U=Q-W}
- ciepło przepływa w sposób naturalny z ciała cieplejszego do chłodniejszego (bez określenia ilościowego)

Po przedstawieniu cyklu Carnota rozszerzonego o trzecie ciało (gaz doskonały), które odpowiada za transport ciepła pomiędzy dwoma zbiornikami, Clausius zauważył, że w przypadku silników odwracalnych iloraz ciepła dostarczonego do odprowadzonego był stale równe ilorazowi temperatur bezwzględnych cieplejszego i chłodniejszego zbiornika:
- {\displaystyle {\frac {Q_{H}}{Q_{L}}}={\frac {T_{H}}{T_{L}}}}

co po przekształceniu dało:
- {\displaystyle {\frac {Q_{H}}{T_{H}}}={\frac {Q_{L}}{T_{L}}}}

Clausius następnie zbadał silniki nieodwracalne i stwierdził, że powyższa relacja nie zachodzi, np. gdy następuje przepływ {\displaystyle 10J} ciepła z ciała o temperaturze {\displaystyle 350K} do ciała o temperaturze {\displaystyle 300K}, to:
- {\displaystyle {\frac {Q}{T_{H}}}<{\frac {Q}{T_{L}}}\left({\frac {10}{350}}<{\frac {10}{300}}\right)}

To oznacza, że dla procesu nieodwracalnego, iloraz ciepła do temperatury bezwzględnej wzrasta w kierunku naturalnego przepływu ciepła. 
W sumie, dla silnika cieplnego:
- {\displaystyle {\frac {Q_{H}}{T_{H}}}-{\frac {Q_{L}}{T_{L}}}\leqslant 0}

natomiast dla sekwencji procesów:
- {\displaystyle \sum _{k}\left({\frac {Q}{T}}\right)_{k}\leqslant 0}

gdzie {\displaystyle \sum _{k}\left({\frac {Q}{T}}\right)_{k}}  jest ilorazem ilości przesłanego ciepła w procesie do temperatury otoczenia, gdzie ciepło jest przesyłane.
Podsumowując, iloraz ilości ciepła do temperatury ma cechy właściwości, ponieważ nie zmienia się w cyklu, ale jest również związany z przekazywaniem ciepła.
Clausius, nazwał ten iloraz „wartością równoważną”, zdefiniował także „przemianę równoważną” (taką, która może być zastąpiona przez inną bez żadnej innej trwałej zmiany). 
Iloraz {\displaystyle {\frac {Q}{T}}} jest funkcją, która:
- przy zamianie ciepła {\displaystyle Q} na pracę w temperaturze {\displaystyle T} musi być proporcjonalna do ilości ciepła i zależeć od temperatury: {\displaystyle Q*f(T)}
- przy przepływie ciepła między ciałami o temperaturach {\displaystyle T_{1}} i {\displaystyle T_{2}} musi być proporcjonalna do ilości przekazanego ciepła i zależeć od obu temperatur: {\displaystyle Q*F(T_{1},T_{2})}

Po serii obliczeń i przekształceń, Clausius otrzymał równość {\displaystyle F(T_{1},T_{2})=f(T_{2})-f(T_{1})} i na podstawie równości {\displaystyle {\frac {Q_{H}}{T_{H}}}={\frac {Q_{L}}{T_{L}}}} postanowił wprowadzić za {\displaystyle F(T)} funkcję {\displaystyle {\frac {1}{T}}.}
Wtedy zamiana ciepła {\displaystyle Q} o temperaturze T na pracę ma wartość równoważną {\displaystyle {\frac {Q}{T}},} a przepływ ciepła {\displaystyle Q} między ciałami o temperaturach {\displaystyle T_{1}} i {\displaystyle T_{2}} ma wartość równoważną {\displaystyle Q\left({\frac {1}{T_{2}}}-{\frac {1}{T_{1}}}\right).}
W 1865 Clausius nazwał „wartość równoważną” entropią i wybrał dla niej symbol {\displaystyle S.}
Istnienie oraz postać funkcji stanu zwanej entropią wynika właśnie wprost z równania opisującego cykl Carnota:
- {\displaystyle {\frac {Q_{1}}{T_{1}}}+{\frac {Q_{2}}{T_{2}}}=0}

Fakt ten wyróżnia w jakiś sposób wielkość {\displaystyle {\frac {Q}{T}}.} W cyklu pracy silników odwracalnych ciepło {\displaystyle Q_{1}} w temperaturze {\displaystyle T_{1}} jest równoważne ciepłu {\displaystyle Q_{2}} w temperaturze {\displaystyle T_{2}.} {\displaystyle Q_{1}} jest pochłaniane, a {\displaystyle Q_{2}} wydzielane. Ta sama ilość wielkości {\displaystyle {\frac {Q}{T}}} zostaje pochłonięta, co wydzielona (nie ma ani straty, ani zysku).
Suma algebraiczna wartości {\displaystyle {\frac {Q}{T}}} przy przemianie odwracalnej jest równa zero.
Gdy mamy do czynienia z procesem cyklicznym, to:
- {\displaystyle \sum _{i}{\frac {dQ_{i}}{T}}=\oint {\frac {dQ}{T}}=0}

W przypadku procesu nieodwracalnego, wystąpi przepływ ciepła {\displaystyle Q} z ciała o temperaturze {\displaystyle T_{1}} do ciała o temperaturze {\displaystyle T_{2}.} Wtedy entropia układu zmieni się o:
- {\displaystyle \Delta S={\frac {\Delta Q}{T_{2}}}-{\frac {\Delta Q}{T_{1}}}}

Z faktu, że {\displaystyle T_{1}>T_{2},} wynika {\displaystyle \Delta S>0.}
Gdy proces nieodwracalny jest cykliczny, to {\displaystyle \sum _{i}{\frac {dQ_{i}}{T}}=\oint {\frac {dQ}{T}}>0}

## Aspekt matematyczny
Entropia jest funkcją stanu, to znaczy, że jej wartość zależy wyłącznie od stanu układu (od aktualnych wartości jego parametrów). Zmiana funkcji stanu nie zależy od drogi, lecz jedynie od stanu początkowego i końcowego układu. Z punktu widzenia matematycznego różniczka entropii {\displaystyle dS} jest różniczką zupełną i wynik jej całkowania nie zależy od drogi całkowania.
Z pierwszej zasady termodynamiki:
- {\displaystyle \partial Q=dU-dW}

podstawiając {\displaystyle U={\frac {3}{2}}nRT,} {\displaystyle W=pdV} oraz {\displaystyle p={\frac {nRT}{V}},} otrzymujemy różniczkę ciepła:
- {\displaystyle \partial Q={\frac {3}{2}}nRdT+{\frac {nRT}{V}}dV}

Możemy stwierdzić, że różniczka ciepła {\displaystyle \partial Q} nie jest różniczką zupełną, gdyż:
- {\displaystyle {\frac {\partial ({\frac {3}{2}}nR)}{\partial V}}\neq {\frac {\partial ({\frac {nRT}{V}})}{\partial T}}.}

Poszukujemy zatem czynnika całkującego, aby:
- {\displaystyle {\frac {\partial [{\frac {3}{2}}nRf(T)]}{\partial V}}={\frac {\partial [{\frac {nRT}{V}}f(T)]}{\partial T}},}

co po uproszczeniach daje:
- {\displaystyle f+{\frac {df}{dT}}=0.}

Rozwiązując to równanie różniczkowe zwyczajne, otrzymujemy:
{\displaystyle f={\frac {1}{T}}}
Wtedy {\displaystyle {\frac {dQ}{T}}} jest różniczką zupełną, a zatem {\displaystyle S={\frac {Q}{T}}} jest funkcją stanu.
Ponadto, z równania opisującego cykl Carnota {\displaystyle {\frac {Q_{1}}{Q_{2}}}={\frac {T_{1}}{T_{2}}}} stosując drugą zasadę termodynamiki w formie Kelvina-Plancka: {\displaystyle U_{2}-U_{1}=Q-W,}
{\displaystyle Q=W,} {\displaystyle Q\leqslant 0,} {\displaystyle W\leqslant 0} wynika, że:
- {\displaystyle \oint {\frac {\partial Q}{T}}\leqslant 0.}

W przypadku, gdy wszystkie przemiany są odwracalne, to:
- {\displaystyle \oint {\frac {\partial Q}{T}}=0}

Na tej podstawie można wykazać, że entropia w procesie przeprowadzającym układ od stanu 1 do stanu 2 wynosi:
- {\displaystyle S_{2}-S_{1}\geqslant \int _{1}^{2}{\frac {\partial Q}{T}}}

Natomiast w przypadku procesu odwracalnego zachodzi równość.
Jeśli układ jest izolowany, to {\displaystyle \partial Q=0} (entropia wtedy nie maleje). Oznacz to, że układ jest w stanie 2 później niż w stanie 1 (entropia rośnie, ponieważ czas płynie naprzód).

## Entropia czarnej dziury
W ogólnej teorii względności, aby opisać czarną dziurę, wystarczy podać jej masę, moment pędu i ładunek elektryczny. Zgodnie z tą teorią czarna dziura nie zawiera żadnej informacji ponad te parametry. Do czarnej dziury wpada materia o niezerowej entropii, zatem przy wpadaniu entropia całego układu się zmniejsza. Wynika z tego, że ogólna teoria względności łamie drugą zasadę termodynamiki. Fizycy zaczęli więc poszukiwać uogólnienia teorii czarnych dziur, tak żeby pozostawała w zgodzie z termodynamiką. Owocne okazało się rozważenie efektów kwantowych.
Wzór na entropię czarnej dziury powstał przy założeniu, że podczas spadania ciała do czarnej dziury jej masa rośnie wraz z jej entropią; proporcjonalny do masy jest horyzont zdarzeń, czyli promień Schwarzschilda. Ścisły wzór wg Stephena Hawkinga ma postać:
{\displaystyle S={\frac {kc^{3}A}{4\hbar \,G}},}
gdzie:
{\displaystyle k} – stała Boltzmanna,
{\displaystyle A} – powierzchnia horyzontu zdarzeń czarnej dziury,
{\displaystyle c} – prędkość światła w próżni,
{\displaystyle \hbar } – zredukowana stała Plancka,
{\displaystyle G} – stała grawitacyjna.
Stephen Hawking zaproponował również wzór na temperaturę czarnej dziury:
{\displaystyle T={\frac {\hbar \,c^{3}}{8\pi GkM}}={\frac {T_{\text{P}}}{2{\pi }d}},}
gdzie:
{\displaystyle k} – stała Boltzmanna,
{\displaystyle M} – masa czarnej dziury o średnicy {\displaystyle D=d\cdot l_{\text{P}}}
{\displaystyle c} – prędkość światła w próżni,
{\displaystyle \hbar } – zredukowana stała Plancka,
{\displaystyle G} – stała grawitacyjna.
{\displaystyle l_{\text{P}}} - długość Plancka
{\displaystyle T_{\text{P}}} - temperatura Plancka
Z faktu, że czarne dziury posiadają temperaturę wynikałoby, że mogą one emitować promieniowanie i w ten sposób zmniejszać swoją entropię, zwiększając entropię wszechświata. Efekt ten został nazwany promieniowaniem Hawkinga.
Ze względu na to, że temperatura czarnej dziury jest odwrotnie proporcjonalna do jej masy, promieniowanie to może być silne jedynie dla bardzo małych czarnych dziur-znacznie mniejszych niż takie, które powstają przez kolaps gwiazd i nie został on potwierdzony obserwacyjnie.

## Kosmologia
Według II zasady termodynamiki każdy układ izolowany dąży do stanu równowagi, w którym entropia osiąga maksimum. Zakładając, że Wszechświat jako całość jest układem izolowanym, powinien on również dążyć do równowagi. Wychodząc z tych założeń, Hermann von Helmholtz wysunął hipotezę śmierci cieplnej Wszechświata, według której Wszechświat w końcu dojdzie do równowagi termodynamicznej, w której niemożliwa będzie zamiana energii cieplnej na pracę, przez co niemożliwy będzie rozwój Wszechświata. Stwierdzenie tego faktu jest jednak stosunkowo trudne do zaobserwowania i dlatego prowadzi się liczne dyskusje, czy Wszechświat jest, czy nie jest układem izolowanym, czy też tylko zamkniętym, oraz czy rzeczywiście dąży jako całość do równowagi. Przeciwnicy tej koncepcji są zdania, że rozszerzającego się Wszechświata nie można traktować jako układu izolowanego, gdyż nie można wyznaczyć obszaru, z którego nie wychodziłoby promieniowanie. Wiadomo jedynie, że entropia olbrzymiej większości znanych układów izolowanych rośnie w kierunku, który nazywamy przyszłością. Tak więc, z tego punktu widzenia, termodynamika określa kierunek upływu czasu (tzw. termodynamiczna strzałka czasu).
Według Boltzmanna aktualna entropia Wszechświata jest jeszcze bardzo niska, w porównaniu z wartością „docelową”, na co dowodem miały być wysokie wartości fluktuacji statystycznych zjawisk obserwowanych w skali kosmosu – np. bardzo nierównomierne rozmieszczenie gwiazd w przestrzeni. Współcześnie taka interpretacja entropii jest jednak uważana za całkowicie nieuprawnioną z kosmologicznego punktu widzenia.

## Powiązania z innymi naukami
Z punktu widzenia fizycznego każdy proces ekonomiczny również ma charakter jednokierunkowego wzrostu entropii, sporadycznie formułowano teorie o ekwiwalentności pieniądza i niskiej entropii (G. Helm, J. Lotka).